# Agyriales
Os Agyriales são uma ordem de fungos na classe Lecanoromycetes.